# Hopea glabra
Hopea glabra är en tvåhjärtbladig växtart som beskrevs av Robert Wight och Arn.. Hopea glabra ingår i släktet Hopea och familjen Dipterocarpaceae. Inga underarter finns listade i Catalogue of Life.